# Village Rockstars 2
Village Rockstars 2 ist ein assamesischer Coming-of-Age-Film des Regisseurs Rima Das. Er ist der Nachfolger von Village Rockstars (2017) und feierte seine Premiere auf dem 29. Busan International Film Festival.

## Inhalt
Dhunu lebt in einem kleinen Dorf mit ihrer kranken Mutter, die durch die harte Arbeit geschwächt ist. Ihr älterer Bruder will nur ein Motorrad besitzen, während Dhunu als Gitarristin Teil einer Rockband werden will. Doch sie befindet sich im Wandel zwischen unbeschwerter Kindheit mit Abenteuern in der Umgebung und der bitteren Realität.

## Produktion
Der Film wurde im indischen Assam und in Singapur gedreht. Es wird ausschließlich die indogermanische Sprache Assamesisch gesprochen. Als klassischer Autorenfilmin übernahm Rima Das Regie, Buch, Produktion, Kamera und Schnitt. Nur Musik und Farbgebung übernahmen externe Personen.
Auf dem Busan International Film Festival gewann der Film den Kim-Jiseok-Preis für erfahrene asiatische Regisseure. Außerdem wurde der Film beim MAMI Mumbai Film Festival 2024 in der Kategorie Ostasien gezeigt. Auf der Berlinale 2025 wurde der Film in der Sektion Generation 14plus gezeigt.

## Rezeption
Die Jury des Kim-Jiseok-Preises beschrieb den Film als poetischen Ausdruck des Alltagslebens eines jungen Mädchens, in dem sich eine Harmonie zwischen Mensch und Natur bildet.
Nikki Baughan von ScreenDaily lobte die natürliche Spielweise der jungen Hauptdarstellerin und ihre tiefe Verbindung zu Land und Leuten. Außerdem fühle sich der Film eher wie ein Dokumentarfilm an und zeige ungeschönt die Nöte der Menschen in Assam.